# Trolley-camion

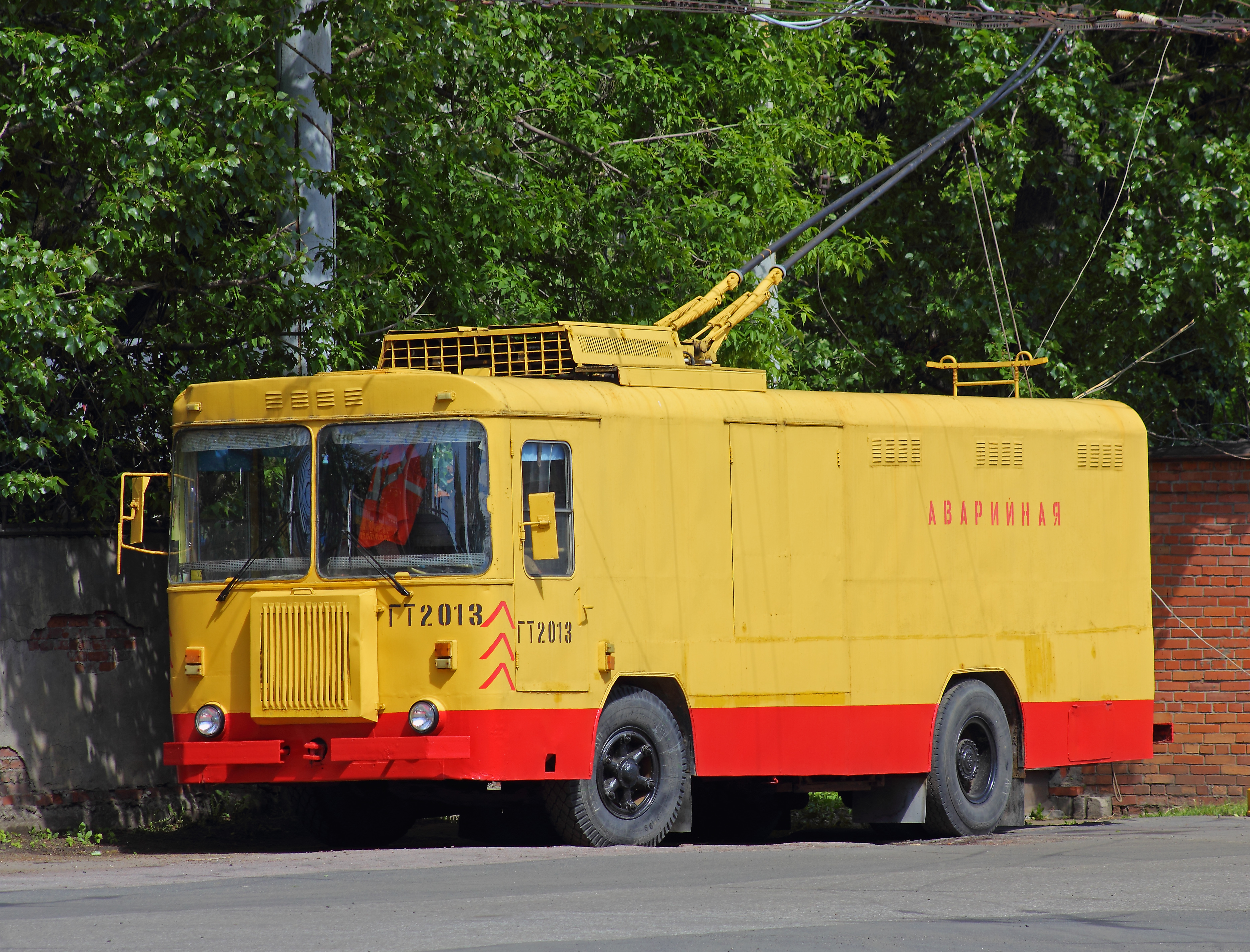
Trolley-camion KTG-1 à Saint-Pétersbourg, Russie

Un trolley-camion est un véhicule de type trolleybus utilisé pour transporter des marchandises au lieu de passagers. Un trolley-camion est généralement un type de camion électrique alimenté par deux câbles aériens, à partir desquels il puise de l'électricité. Deux collecteurs de courant sont nécessaires pour fournir et renvoyer le courant, car le courant de retour ne peut pas passer au sol (comme le font les tramways sur rails) puisque les trolley-camions utilisent des pneus qui sont des isolants. Les trolley-camions ont été utilisés dans divers endroits du monde et sont toujours utilisés dans des villes de Russie et d'Ukraine, ainsi que dans des mines d'Amérique du Nord et d'Afrique. Parce qu'ils tirent leur énergie de l'électricité les trolley-camions peuvent utiliser des sources d'énergie bas-carbone comme l'énergie renouvelable ou nucléaire et ainsi réduire les émissions de gaz à effet de serre et de polluant associé. Des systèmes de trolley-camion modernes sont à l'essai en Suède et en Allemagne le long des autoroutes utilisant des hybrides diesel-électriques pour réduire les émissions : il s'agit du projet eHighway de Siemens.

## Utilisation à travers le monde

### Autriche
Les trolley-camions ont été utilisés à Sankt Lambrecht, en Autriche, par l'usine de dynamite AkzoNobel du 16 novembre 1945 au 21 avril 1951. Ces trolley-camions ont été utilisés pour transporter de la dynamite au-dessus des Alpes juste après la Seconde Guerre mondiale en raison de la pénurie de matériel qui a empêché pendant un certain temps l'utilisation de camions diesel. Dans les années 1950, les pénuries de matériaux avaient été atténuées, de sorte que les trolley-camions ont été remplacés par des camions diesel et les anciennes lignes électriques ont été démantelées. Certains camions de la ligne abandonnée ont été reconvertis en trolleybus et utilisés dans les rues de Kapfenberg.

### Canada
La Compagnie minière Québec Cartier a utilisé des trolley-camions dans sa mine de minerai de fer au Québec de 1970 à 1977, date à laquelle le gisement a été épuisé et que la mine a été fermé. L'alimentation électrique de cette mine éloignée était une centrale électrique extraite d'une locomotive électrique diesel.
À partir de 2022, la Copper Mountain Mining Corporation opérant à Copper Mountain, en Colombie-Britannique convertit ses camions de transport diesel-électriques en trolley-camion, l'électricité étant fournie par l'alimentation de transmission existante de la mine de BC Hydro.

### Allemagne

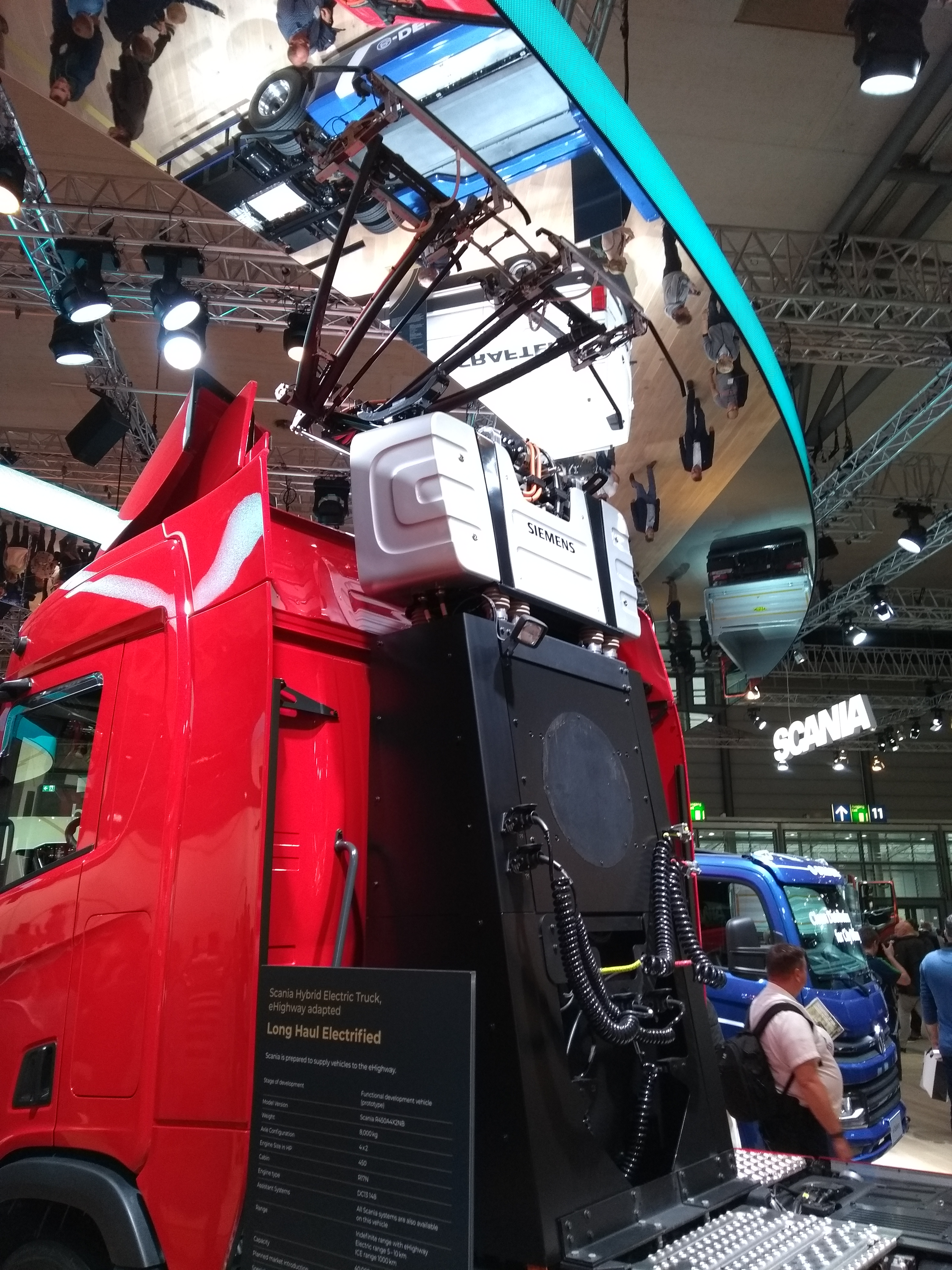
Trolley-camion Scania série R exposé lors d'un salon de l'automobile en Allemagne.

Le ministère fédéral allemand de l'Environnement est en train de construire un réseau de câbles aériens le long de l'autoroute pour les hybrides diesel-électriques, permettant aux camions de rouler à l'électricité. Un court tronçon d'essai a été construit sur une base militaire à Brandebourg, avec des itinéraires plus longs en Hesse et dans le  Schleswig-Holstein prévus pour 2018. Le test dans le Schleswig-Holstein a commencé le 1er juin 2019 et en Hesse le 7 mai 2019. Un autre test a lieu dans le Bade-Wurtemberg : un tronçon mesure 300 mètres de longueur tandis que l'autre en fait 2 700. 

### Italie
Des trolley-camions ont été utilisés par la société de services publics d'électricité AEM de Milan, en Italie, pour fournir des matériaux de construction et des services au barrage de San Giacomo (construit de 1940 à 1950) et au deuxième barrage de Cancano (construit de 1952 à 1956),,. Deux lignes de trolley-camion de la vallée de la Valteline qui ont alimenter les barrages le long de la rivière Spöl et ont été utilisées de 1938 à 1962.

### Namibie
La mine d'uranium de Rössing en Namibie comptait plus de 10 trolley-camions en 2001.

### Afrique du Sud
Les trolley-camions ont été introduits dans la mine de cuivre de Palabora en Afrique du Sud en 1980,.

### Union soviétique, Russie, Ukraine
De nombreuses villes de l'Union soviétique exploitaient des trolley-camions. Le modèle de camion MAZ-525 a été converti en trolley-camion en 1954 à Kharkiv, en Ukraine. L'expérience de Kharkiv avec des trolley-camions a été arrêtée en raison des inconvénients du système.
De nos jours, les trolley-camions opèrent dans plusieurs villes d'Ukraine telles que Donetsk et Sébastopol ainsi que dans des villes de Russie telles que Briansk et Saint-Pétersbourg. Un type, le KTG-1, est conçu pour l'entretien et la réparation des véhicules de trolleybus urbains; tandis qu'un autre, le KTG-2, est utilisé pour le transport de marchandises.

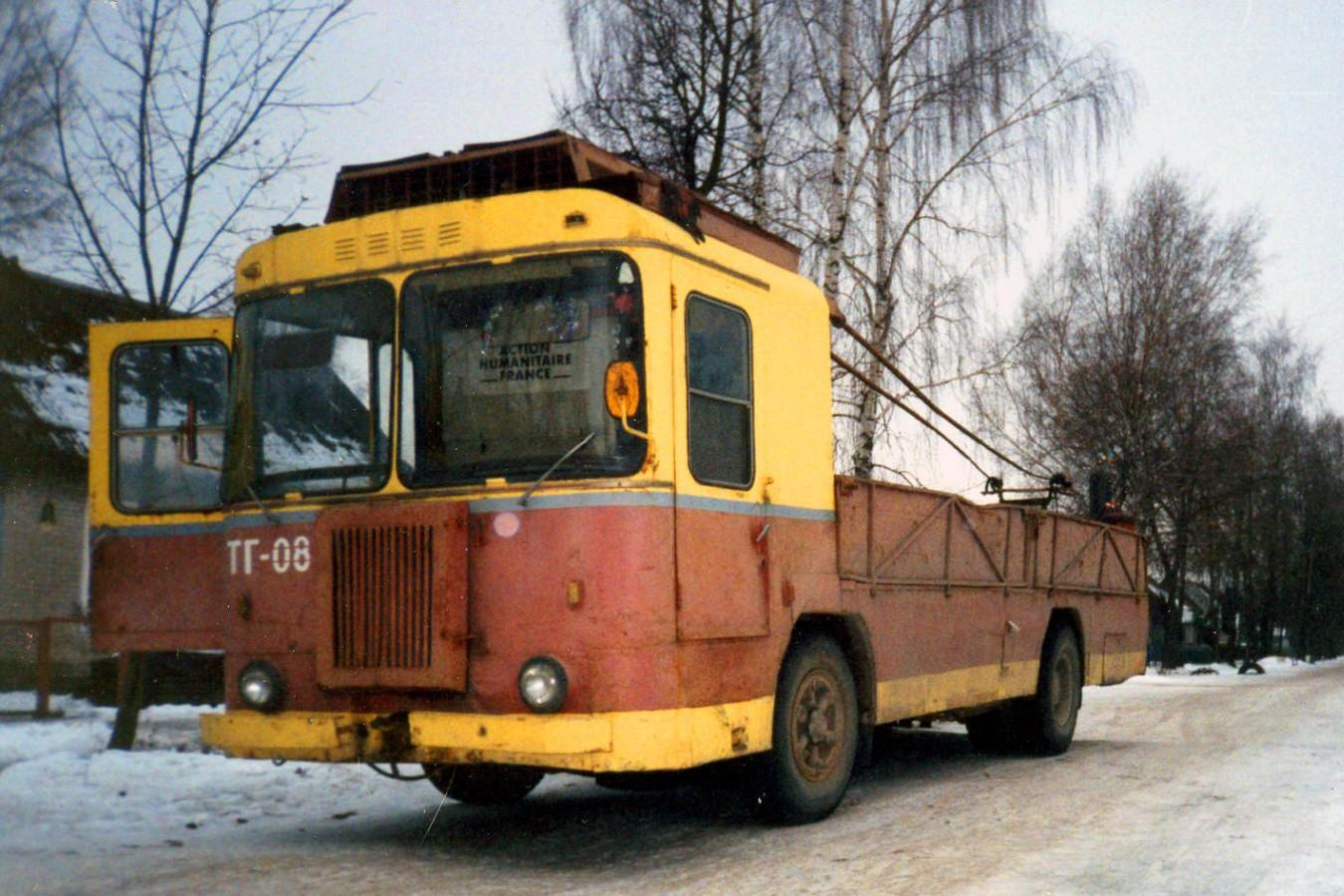
TG-08 à Briansk, Russie en 2005
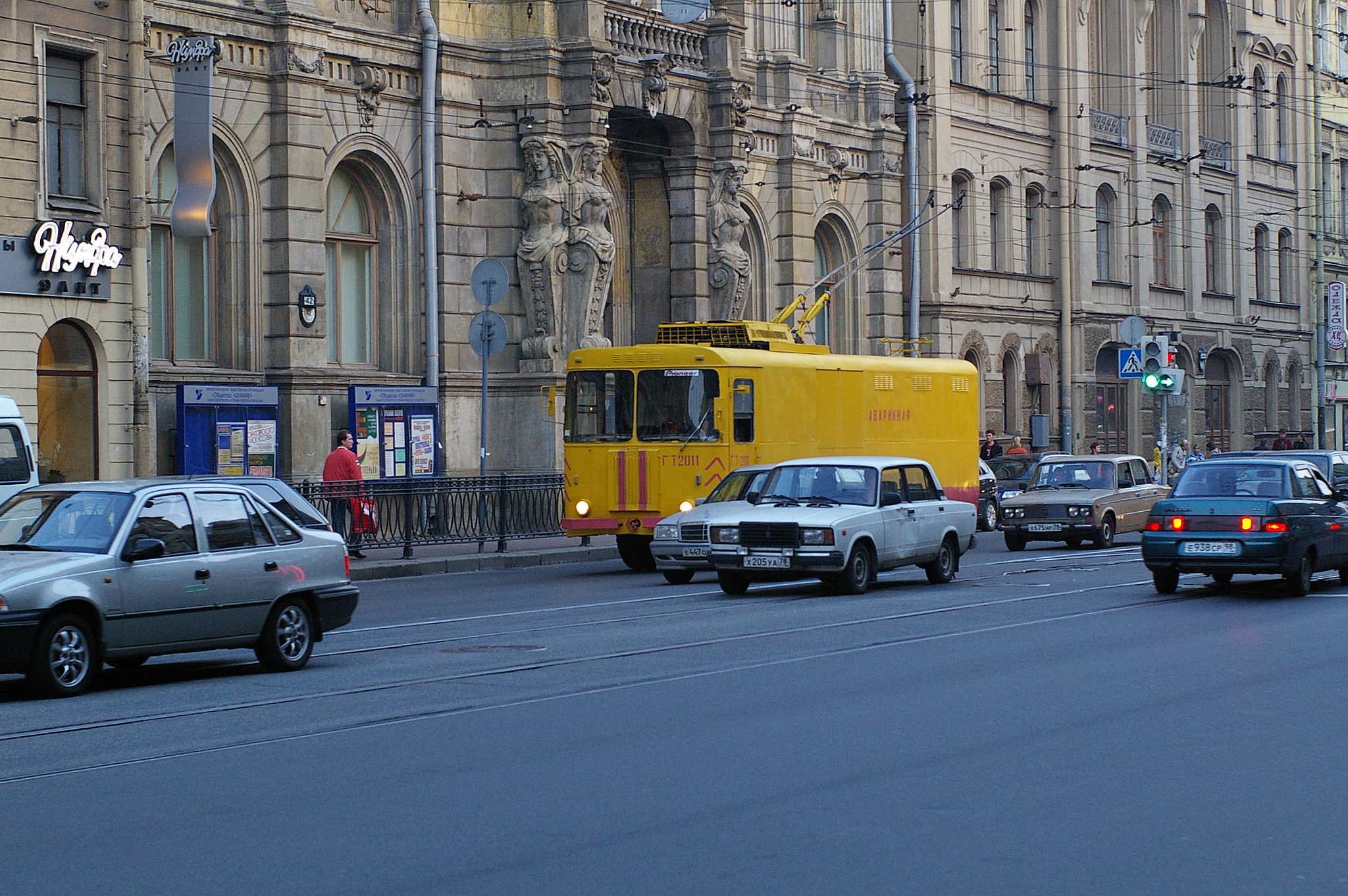
Trolley-camion KTG-1 à Saint-Pétersbourg en 2006
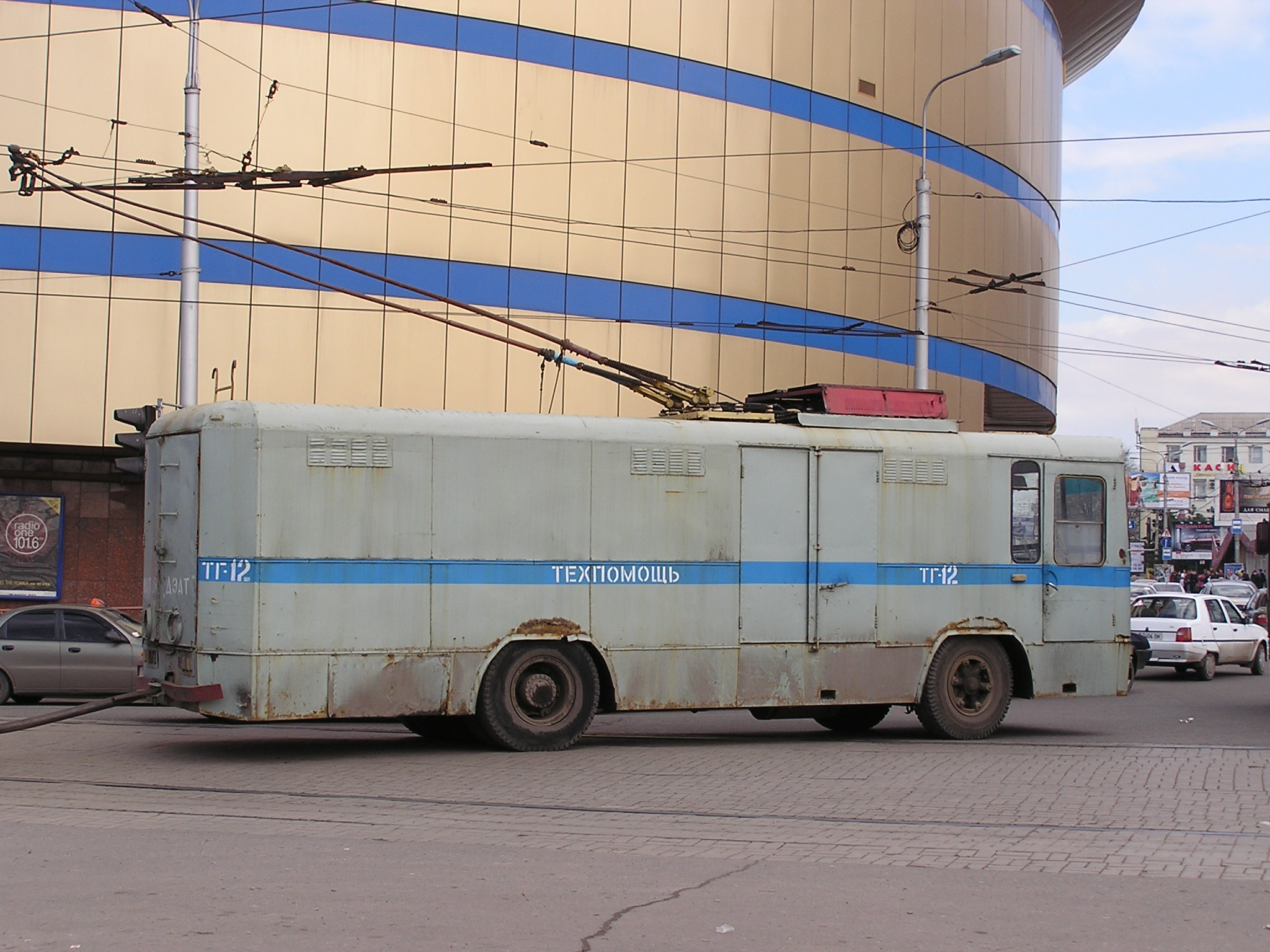
Wagon de service TG-12 à Donetsk, Ukraine en 2008
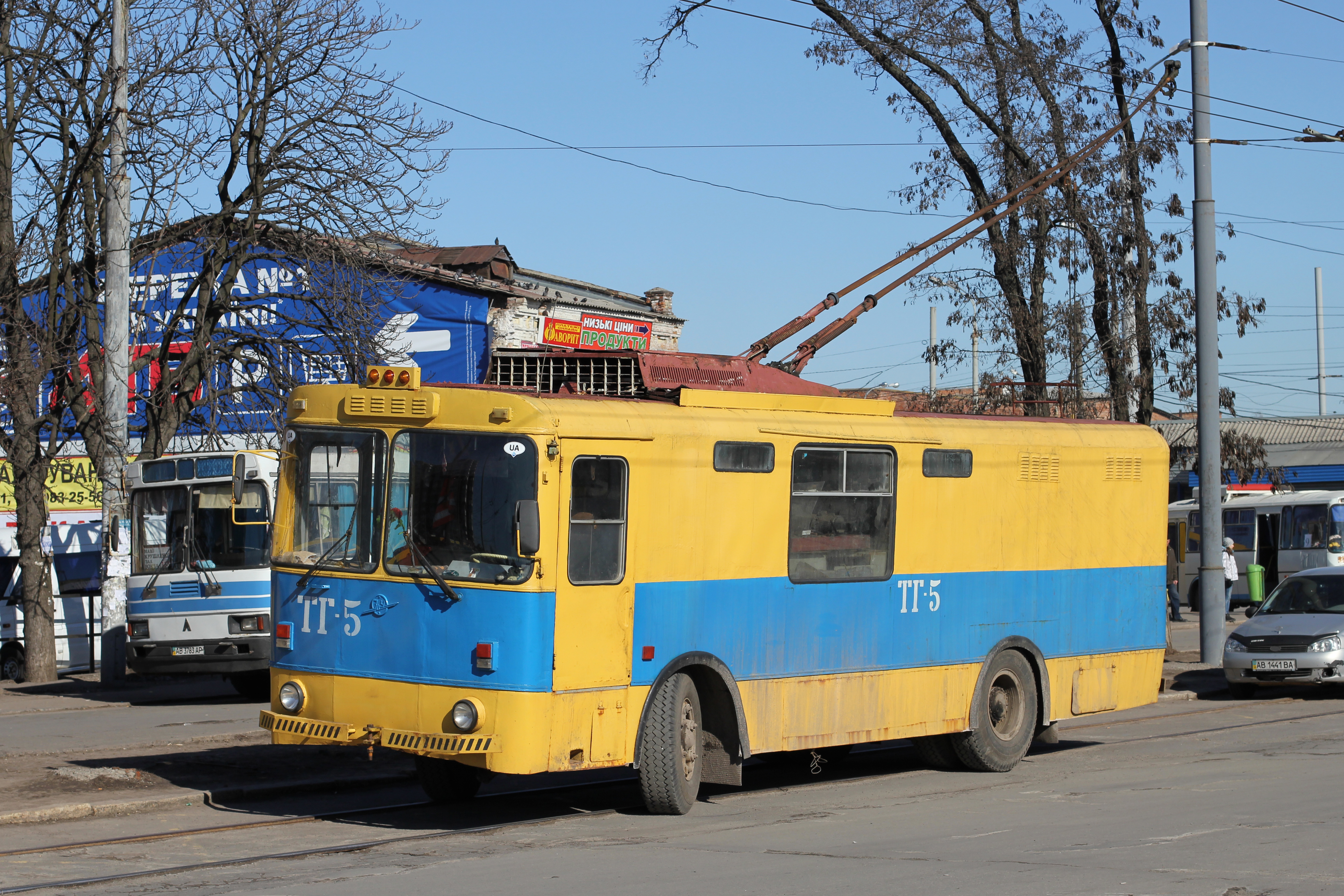
Wagon de service TG-05 à Vinnytsia, Ukraine en 2013

### Suède
La première autoroute publique électrifiée a ouvert en Suède le 22 juin 2016 sur un tronçon de la route européenne E16 près de Gävle, permettant aux camions Scania hybrides et électriques à batterie de rouler à partir de câbles aériens.

### Suisse
Des trolley-camions ont été utilisés à Gümmenen et Mühleberg en Suisse entre 1918 et 1922 lors de la construction du barrage qui retient lac Wohlen.

### États-Unis
Des trolley-camions ont été utilisés dans les opérations minières et dans les projets d'entretien des routes aux États-Unis.

#### Michigan
De 1939 à 1964, la mine « International Salt Company » à River Rouge (Michigan) a utilisé des trolley-camions. C'était une mine de sel souterraine. Des batteries ont été utilisées pour alimenter les camions lorsqu'ils s'éloignaient des câbles aériens. Pour une utilisation dans une mine, les câbles aériens peuvent occasionnellement être déplacés au fur et à mesure que l'activité d'excavation progresse. Ainsi, les trolley-camions utilisés dans les mines n'ont pas nécessairement un itinéraire de déplacement aussi fixe que les itinéraires des trolley-camions utilisés dans les villes.

#### Californie
De 1956 à 1971, la « Riverside Cement Company » à Bloomington (Californie), a exploité Kenworth des camions à benne basculante convertis en trolley-camion à la carrière de Crestmore près de Riverside en Californie,. Les camions étaient équipés de "rallonges" pour l'alimentation en électricité. Les longues rallonges stockées sur des bobines motorisées à bord des chariots leur offraient une mobilité accrue.
En 2015 débute une phase de démonstration d'un système d'autoroute électrifiée dans la zone desservie par le port de Los Angeles et le port de Long Beach. Lorsque les camions ne circulent pas sur l'eHighway, ils peuvent fonctionner au diesel, au gaz naturel comprimé (GNC), avec une batterie ou avec une autre source d'énergie. Ils sont construits par Mack Trucks en coopération avec Siemens. La phase de démonstration devrait durer un an.

#### Nouveau Mexique
La mine de Chino près de Santa Rita (Nouveau-Mexique), a installé des trolley-camions en 1967. Ces camions sont équipés de moteurs diesel et la puissance du trolley-camion est utilisée pour aider les camions à monter et descendre la rampe qui mène à la mine. Ce type d'arrangement à double puissance est connu sous le nom de système d'assistance au chariot.

#### Nevada
La mine Goldstrike de Barrick (Nevada), a utilisé des trolley-camions de 1994 à 2001 puis le système a été mis hors service en raison d'une importante reconfiguration de la mine,. Le système était similaire à celui utilisé dans la mine de cuivre de Palabora en Afrique du Sud.

### Zambie
Des trolley-camions ont été utilisés dans la mine de Nchanga en Zambie de 1983 et ce pendant une partie des années 1980.